# 여호신
"여호신"은 1981년에 개봉한 대한민국의 영화이다.

## 캐스팅
- 박지영
- 박원숙
- 마영달
- 김기주
- 최무웅
- 박동룡
- 곽은경
- 김동호
- 최윤애
- 홍미라
- 이정희
- 전숙
- 김욱
- 박종설
- 홍충길
- 안영배
- 김기종
- 나갑성
- 박부양
- 장춘언
- 로리 심프슨
- 장일도 (특별출연)